# Viguierella madagascariensis
Viguierella madagascariensis är en gräsart som beskrevs av Aimée Antoinette Camus. Viguierella madagascariensis ingår i släktet Viguierella och familjen gräs. Inga underarter finns listade i Catalogue of Life.